# Wideoteka dorosłego człowieka
Wideoteka dorosłego człowieka – program telewizyjny emitowany w TVP2 w latach 2001–2011, prowadzony przez Marię Szabłowską i Krzysztofa Szewczyka. Był to jeden z pierwszych polskich programów telewizyjnych, w których muzyka połączona była z wywiadami z gośćmi.

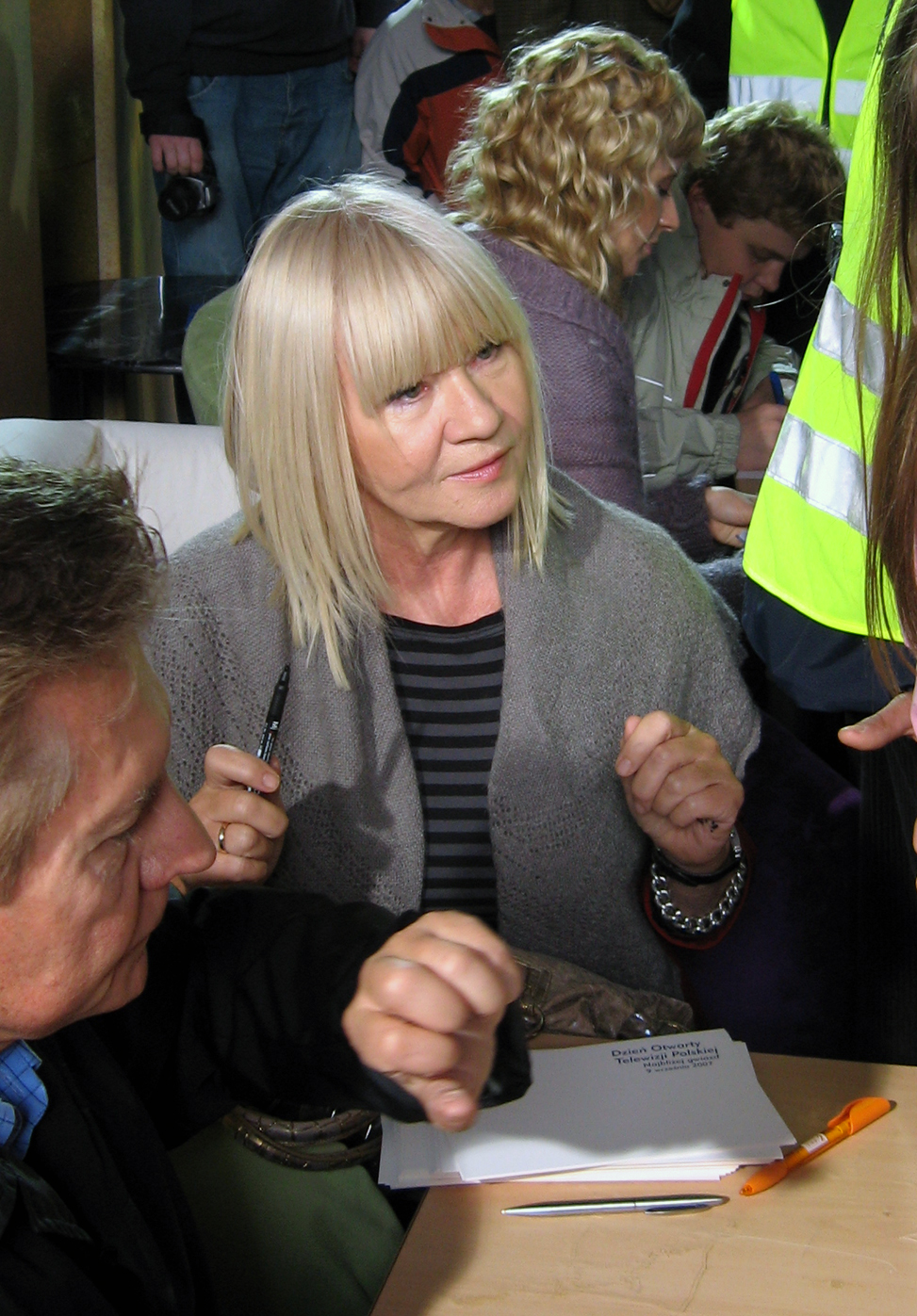
Maria Szabłowska
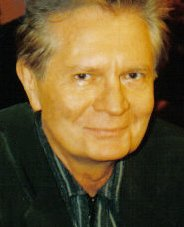
Krzysztof Szewczyk

Gośćmi programu byli m.in.: Mirosław Breguła i Henryk Czich z grupy Universe, Dieter Meier z grupy Yello, Irena Jarocka, Mira Kubasińska, Irena Santor, Halina Frąckowiak, Monika Borys, Danuta Rinn, Izabela Trojanowska, Violetta Villas, Andrzej Dąbrowski, Jarosław Kukulski, Jerzy Połomski, Krzysztof Krawczyk czy Romuald Czystaw.
W programie prezentowane były archiwalne teledyski muzyki polskiej i zagranicznej oraz zapraszane były gwiazdy polskiej muzyki, które po latach opowiadały o kompozytorach, słuchaczach. 
Motywem muzycznym otwierającym program jest fragment piosenki „Les Rois du monde” z francuskiego musicalu Roméo et Juliette, de la Haine à l’Amour.